# Mirandiba
Mirandiba est une municipalité brésilienne située dans l'État du Pernambouc.